# Королівська іспанська футбольна федерація
Королівська іспанська футбольна федерація (ісп. Real Federación Española de Fútbol) — організація, що здійснює контроль і управління за футболом Іспанії. Штаб-квартира розташована в Мадриді. Федерація заснована 1909 року, до ФІФА увійшла 1913 року, до УЄФА — 1954.

## Змагання
Королівська федерація веде контроль за такими змаганнями.
- Основні змагання:
  - Чемпіонат Іспанії з футболу
  - Кубок Іспанії з футболу (Кубок Короля)
  - Суперкубок Іспанії з футболу

- Жіночі змагання:
  - Чемпіонат Іспанії з футболу серед жінок
  - Перший дивізіон Іспанії з футболу серед жінок
  - Кубок Іспанії з футболу серед жінок

- Молодіжні змагання:
  - Чемпіонат Іспанії з футболу серед молодіжних команд
  - Національна ліга Іспанії для молодіжних команд
  - Кубок Іспанії з футболу серед молодіжних команд
  - Кубок чемпіонів Іспанії з футболу серед молодіжних команд

## Досягнення

### Основна збірна
- Чемпіонат світу з футболу:
  - Чемпіон: 2010
  - 4-те місце: 1950

- Чемпіонат Європи з футболу:
  - Чемпіон: 1964, 2008, 2012
  - 2-ге місце: 1984

- Кубок конфедерацій:
  - 3-тє місце: 2009

- Олімпійський футбольний турнір:
  - Чемпіон: 1992
  - Віцечемпіон: 1920, 2000

### Молодіжні збірні

#### Чоловіки
- Молодіжний чемпіонат світу:
  - Чемпіон: 1999
  - Віцечемпіон: 1985, 2003

- Юніорський чемпіонат світу:
  - Віцечемпіон: 1991, 2003, 2007
  - 3-тє місце: 1997, 2009

- Молодіжний чемпіонат Європи:
  - Чемпіон: 1986, 1998
  - Віцечемпіон: 1984, 1986
  - 3-тє місце: 1994, 2000

- Юнацький чемпіонат Європи (U-19):
  - Чемпіон: 2002, 2004, 2006, 2007
  - Віцечемпіон: 2010

- Юнацький чемпіонат Європи (U-17):
  - Чемпіон: 1986, 1988, 1991, 1997, 1999, 2001, 2007, 2008
  - Віцечемпіон: 1992, 1995, 2003, 2004, 2010
  - 3-тє місце: 1985, 1998, 2006

#### Жінки
- Чемпіонат Європи для дівчат (U-19):
  - Чемпіон: 2004
  - Віцечемпіон: 2000

- Чемпіонат Європи для дівчат (U-17):
  - Чемпіон: 2010
  - Віцечемпіон: 2009

### Міні-футбольна збірна
- Чемпіонат світу з міні-футболу:
  - Чемпіон: 2000, 2004
  - Фіналіст: 1996, 2008

- Чемпіонат Європи з міні-футболу:
  - Чемпіон: 1996, 2001, 2005, 2007, 2010
  - Фіналіст: 1999